# 162 (număr)
162 (o sută șaizeci și doi) este numărul natural care urmează după 161 și precede pe 163 într-un șir crescător de numere naturale.

## În matematică
162
- Este un număr par.
- Este un număr compus.[1][2]
- Este un număr abundent,[3][4] suma divizorilor săi fiind 201.
- Este un număr Erdős-Woods[5][6]
- Este un număr harshad[7] în bazele 2–5, 7, 9, 10[8], 13, 17–19, 25, 27, 28, [...] și bazele mai mari ca 160.
- Este un număr intangibil.[9][10]
- Este un număr practic.[11][12]
- Este un număr rotund.[13][14]
- Este un număr semiperfect (pseudoperfect).[15][16]
- Este un număr uniform.[17][18]
- Deoarece {\displaystyle 3\times 6\times 9=162} este un număr factorial triplu.[19]
- 7 elemente ale unei mulțimi pot fi grupate în 162 de submulțimi cu cel puțin 2 elemente.[20]

### În astronomie
- Obiectul NGC 162 din New General Catalogue este o stea cu o magnitudine 15,06 în constelația Andromeda.
- 162 Laurentia este un asteroid din centura principală.
- 162P/Siding Spring (Siding Spring 2) este o cometă periodică din sistemul nostru solar.

## În alte domenii
162 se poate referi la:
- Vârsta la care Iared a devenit tatăl lui Enoh.